# Ferdinando Paër

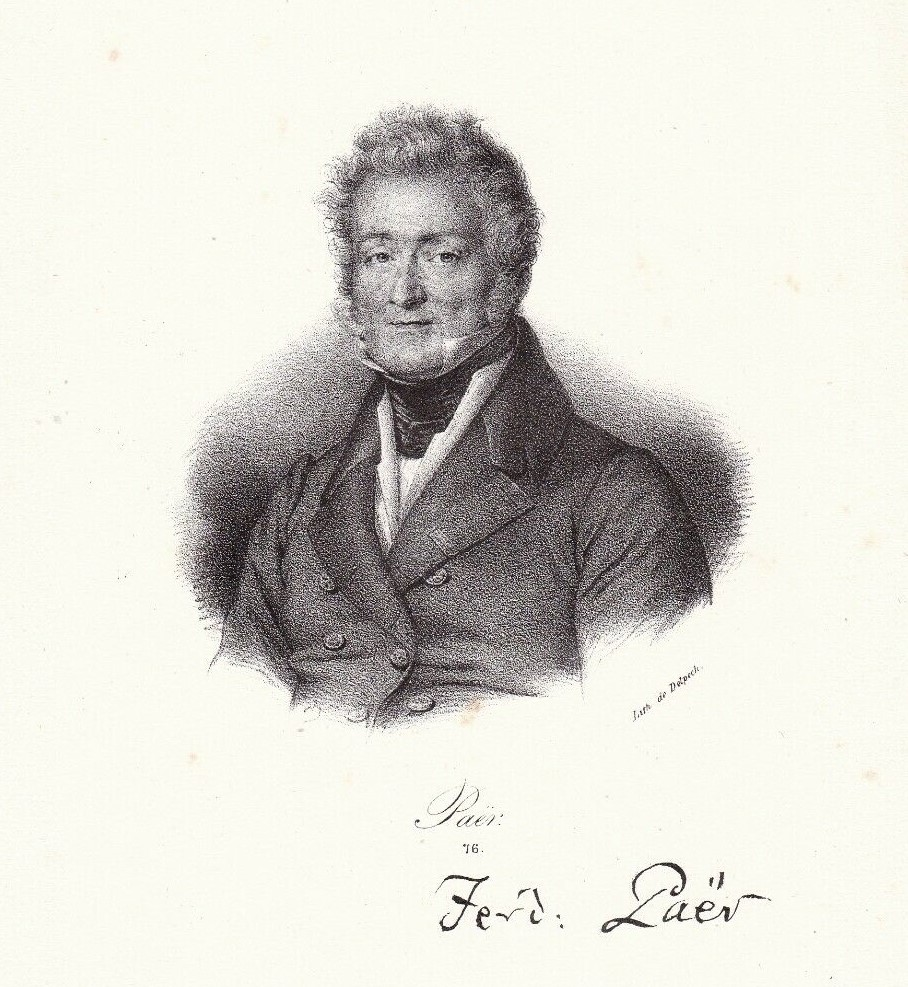
Ferdinando Paër hacia 1820.

Ferdinando Paër (Parma, 1 de junio de 1771 - 3 de mayo de 1839) fue un compositor italiano de origen danés.

## Biografía
Estudió teoría de la música con el violinista Ghiretti, alumno del Conservatorio della Pietà de Turchini en Nápoles. Su primera ópera, La Locanda de vagabondi, fue publicada cuando solo tenía 16 años. Rápidamente, le siguieron otras obras y muy pronto su nombre se hizo famoso en Italia. En 1797 se fue a Viena, donde produjo una serie de óperas, entre las que se encuentran su La Camila ossia il Sotteraneo (1799) y  Achille (1801). Allí, su esposa, la cantante Riccardi, obtuvo un contrato para una ópera. En 1803 lo designaron compositor en la corte del teatro en Dresde, donde su mujer también fue contratada como cantante. En 1804 escribió la ópera Leonora, basada en la misma historia que la Fidelio de Beethoven. En 1812 sustituyó a Spontini como director de la ópera italiana en París. Este puesto lo conservó durante la Restauración, recibiendo también los cargos de compositor de cámara del rey y director de la orquesta privada del duque de Orleans. En 1823 se retiró de la ópera italiana para dejar su puesto a Rossini. Es en esta época en la que da lecciones de composición a un joven Franz Liszt. En 1831 Paër fue elegido miembro de la Academia, y en 1832 fue designado director de su orquesta por el rey Luis Felipe I de Francia.

## Obra
Paër compuso un total de 43 óperas al estilo italiano de Paisiello y Cimarosa. Entre el resto de sus obras se incluyen nueve composiciones religiosas, trece cantatas y una pequeña lista de piezas orquestales y música de cámara.
- Datos: Q533022
- Multimedia: Ferdinando Paer / Q533022